# Pandrignes
Pandrignes is een gemeente in het Franse departement Corrèze (regio Nouvelle-Aquitaine) en telt 155 inwoners (1999). De plaats maakt deel uit van het arrondissement Tulle.

## Geografie
De oppervlakte van Pandrignes bedraagt 8,7 km², de bevolkingsdichtheid is 17,8 inwoners per km².
De onderstaande kaart toont de ligging van Pandrignes met de belangrijkste infrastructuur en aangrenzende gemeenten.

## Demografie
Onderstaande figuur toont het verloop van het inwonertal (bron: INSEE-tellingen).